# Hermann von Decker
Friedrich Wilhelm Otto Hermann von Decker (* 3. August 1815 in Berlin; † 2. November 1872 ebenda) war ein preußischer Generalleutnant und Inspekteur der 1. Artillerie-Inspektion sowie Redaktionsmitglied des Militär-Wochenblattes.

## Leben

### Herkunft
Hermann war ein Sohn des preußischen Generalmajors Karl von Decker (1784–1844) und dessen Ehefrau Amalie, geborene von Heydebrandt und der Lasa (1790–1864).

### Werdegang
Decker besuchte die Kadettenhäuser in Potsdam und Berlin. Anschließend wurde er am 5. August 1833 als Sekondeleutnant dem 4. Infanterie-Regiment der Preußischen Armee überwiesen. Mitte November 1834 folgte seine Kommandierung zur 1. Artilleriebrigade. Am 12. Februar 1837 wurde er dort aggregiert und am 30. Juni 1840 als Artillerieoffizier einrangiert. Unter Beförderung zum Premierleutnant wurde Decker am 19. Juni 1842 mit Patent vom 19. Juni 1839 in die 3. Artilleriebrigade versetzt. Er avancierte bis Mitte März 1847 zum Hauptmann und Kompaniechef. Als Führer der 6-pfündigen Fußbatterie Nr. 11 nahm Decker 1848 an den Gefechten bei Schleswig, Fredericia sowie Düppel teil und wurde für sein Verhalten mit dem Ritterkreuz IV. Klasse mit Schwerterndes  Roten Adlerordens ausgezeichnet.
Nunmehr als Kommandeur führte Decker die Fußbatterie 1849 bei der Niederschlagung der Badischen Revolution in den Gefechten bei Hornburg, Rinnthal, Ubstadt, Bischweiler und Kuppenheim. Vom 27. Mai 1852 bis zum 1. Februar 1856 war er Artillerieoffizier vom Platz in Küstrin und wurde anschließend mit der Beförderung zum Major und unter Stellung à la suite des Garde-Artillerie-Regiments Kommandeur des Trains des Gardekorps. Daran schlossen sich Verwendungen als Kommandeur der Festungsabteilung des 3. Artillerie-Regiments sowie als Kommandeur der II. Abteilung an. Am 1. Juli 1860 zum Oberstleutnant befördert, erhielt er am 18. Oktober 1861 den Charakter als Oberst. Das Patent bekam Decker am 17. Mai 1863 und am 9. Januar 1864 folgte seine Versetzung als Brigadier in die Pommersche Artillerie-Brigade Nr. 2, dass ab Mitte Juni 1864 die Bezeichnung Pommersches Feldartillerie-Regiment Nr. 2 führte. Unter Stellung à la suite seines Regiments wurde Decker am 18. April 1865 nach Münster versetzt und zum Kommandeur der 7. Artillerie-Brigade ernannt. In dieser Stellung erhielt er am 19. Oktober 1865 den Kronen-Orden II. Klasse. Bei der Mobilmachung anlässlich des Deutschen Krieges wurde Decker am 20. Mai 1866 zum Kommandeur der Artillerie der Mainarmee  ernannt, die er in den Kämpfen bei Hammelburg, Aschaffenburg, Werbach, Helmstadt, Üttingen-Roßbrunn sowie bei der Beschießung von Würzburg. Nach dem Friedensschluss wurde er am 20. September 1866 zum Generalmajor befördert und mit dem Ritterkreuz II. Klasse mit Eichenlaub und Schwertern des Roten Adlerordens sowie im November 1866 mit dem Ehrenkomturkreuz des Oldenburgischen Haus- und Verdienstordens des Herzogs Peter Friedrich Ludwig mit Schwertern ausgezeichnet.
Unter Beförderung zum Generalleutnant wurde am 21. Juli 1870 als Inspekteur der 1. Artillerie-Inspektion nach Posen versetzt und kam mit Beginn des Krieges gegen Frankreich mit seinem Stab am 14. August 1870 zum Oberkommando der 2. Armee. Dort erhielt er am 21. August 1870 das Kommando über die Belagerungsartillerie vor Straßburg. Nach der Kapitulation der Stadt und Festung nahm Decker am Feldzug im Süden Frankreichs teil und wurde am 1. Januar 1871 zum Kommandeur der Artillerie der Südarmee ernannt. Für seine Tätigkeit erhielt er neben beiden Klassen des Eisernen Kreuzes das Großkreuz des Friedrichs-Ordens mit Schwertern, das Komturkreuz I. Klasse des Militär-Karl-Friedrich-Verdienstordens sowie das Großkreuz des Bayerischen Militärverdienstordens. Kaiser Wilhelm I. würdigte Decker am 16. Juni 1871 durch die Verleihung des Sterns zum Ritterkreuz II. Klasse mit Eichenlaub und Schwertern am Ringe des Roten Adlerordens. Er kehrte am 4. Juli 1871 in seine Friedensstellung als Inspekteur zurück, verstarb wenig später am 2. November 1872 in Folge einer Operation in Berlin und wurde am 5. November 1872 auf dem Invalidenfriedhof beigesetzt.
Der Brigadier der 3. Artillerie-Brigade beurteilt ihn im Jahr 1847 wie folgt: „Außerordentlich begabt, verspricht er, sich die Berechtigung zur außergewöhnlichen Beförderung zu verdienen.“

### Familie
Decker heiratete am 3. November 1838 in Königsberg Julie von Kykbusch (1819–1874). Aus der Ehe gingen folgende Kinder hervor:
- Elisabeth (* 1840)
- Maria (* 1842) ⚭ 1865 Otto Bertram, Oberst a. D.
- Otto (1844–1848)
- Richard (1846–1853)
- Hans (1849–1896), preußischer Oberstleutnant ⚭ 1879 Wilhelmine vom Schlemmer (* 1853)
- Max (1852–1853)
- Sohn (*/† 1852)
- Anna (1854–1856)
- Kurt (* 1858), kaiserlicher Deckoffizier